# Meridiano 25 E

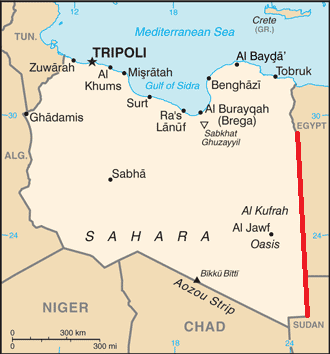
Grande parte da fronteira Egito-Líbia é definida pelo meridiano 25 E

O meridiano 25 E é um meridiano que, partindo do Polo Norte, atravessa o Oceano Ártico, Europa, Mar Mediterrâneo, África, Oceano Índico, Oceano Antártico, Antártida e chega ao Polo Sul. Forma um círculo máximo com o Meridiano 155 W.
Define grande parte da fronteira Egito-Líbia e da fronteira Líbia-Sudão.
Começando no Polo Norte, o meridiano 25 Este tem os seguintes cruzamentos:
| País, território ou mar        | Notas |
| ------------------------------ | --- |
| Oceano Ártico                  | |
| Noruega                        | Ilha Nordaustlandet, Svalbard |
| Oceano Ártico                  | Mar de Barents |
| Noruega                        | Ilha Hopen, Svalbard |
| Oceano Ártico                  | Mar de Barents |
| Noruega                        | |
| Finlândia                      | |
| Mar Báltico                    | Golfo de Bótnia |
| Finlândia                      | Ilha Hailuoto |
| Mar Báltico                    | Golfo de Bótnia |
| Finlândia                      | Passa em Helsínquia |
| Mar Báltico                    | Golfo da Finlândia |
| Estónia                        | Ilha Prangli |
| Mar Báltico                    | Golfo da Finlândia |
| Estónia                        | Passa a leste de Tallinn |
| Letônia                        | |
| Lituânia                       | |
| Bielorrússia                   | |
| Ucrânia                        | |
| Roménia                        | |
| Bulgária                       | |
| Grécia                         | |
| Mar Mediterrâneo               | Mar Egeu - passa a oeste da ilha de Lemnos, Grécia                                                                                 |
| Grécia                         | Ilha de Agios Efstratios |
| Mar Mediterrâneo               | Mar Egeu |
| Grécia                         | Ilha Andros |
| Mar Mediterrâneo               | Mar Egeu |
| Grécia                         | Ilha Tinos |
| Mar Mediterrâneo               | Mar Egeu - passa a leste da ilha de Siro, Grécia                                                                                   |
| Grécia                         | Ilha Despotiko |
| Mar Mediterrâneo               | Mar Egeu - passa entre as ilhas Folegandros e Sícinos, Grécia                                                                      |
| Mar Mediterrâneo               | Mar de Creta |
| Grécia                         | Creta |
| Mar Mediterrâneo               | |
| Líbia                          | |
| Egito                          | |
| Líbia                          | Cerca de 12 km |
| Egito                          | |
| Fronteira Egito-Líbia          | |
| Fronteira Líbia-Sudão          | |
| Sudão                          | |
| Sudão do Sul                   | |
| República Centro-Africana      | |
| República Democrática do Congo | |
| Zâmbia                         | |
| Namíbia                        | Faixa de Caprivi |
| Botswana                       | Passa no salar de Macadicadi |
| África do Sul                  | Noroeste Cabo Setentrional - cerca de 8 km Noroeste Cabo Setentrional - cerca de 8 km Estado Livre Cabo Setentrional Cabo Oriental |
| Oceano Índico                  | |
| Oceano Antártico               | |
| Antártida                      | Terra da Rainha Maud, reclamada pela Noruega                                                                                       |